# Classic de l'Ardèche 2018
La 18e édition de la Classic Sud Ardèche a eu lieu le 24 février 2018. Elle fait partie du calendrier UCI Europe Tour 2018 en catégorie 1.1. La course est remportée par le Français Romain Bardet (AG2R La Mondiale) avec un temps de 5 h 37 min 13 s. Il est suivi quarante-sept secondes plus tard par l'Allemand Maximilian Schachmann (Quick-Step Floors) et à cinquante-six secondes par le Français Lilian Calmejane (Direct Énergie).

## Présentation

### Équipes
Classée en catégorie 1.1 de l'UCI Europe Tour, la Classic de l'Ardèche est par conséquent ouverte aux WorldTeams dans la limite de 50 % des équipes participantes, aux équipes continentales professionnelles, aux équipes continentales et aux équipes nationales.
Vingt-deux équipes participent à cette Classic Sud Ardèche : cinq WorldTeams, treize équipes continentales professionnelles, trois équipes continentales et une équipe nationale.
| WorldTeams (5)- AG2R La Mondiale - Trek-Segafredo - FDJ - Quick-Step Floors - Astana Équipes continentales professionnelles (13)- Delko-Marseille Provence-KTM - Direct Énergie - Fortuneo-Samsic - Cofidis, Solutions Crédits - Vital Concept - Aqua Blue Sport - Androni Giocattoli-Sidermec - WB-Aqua Protect-Veranclassic - Roompot-Nederlandse Loterij - Nippo-Vini Fantini-Europa Ovini - Bardiani CSF - Wanty-Groupe Gobert - Rally Cycling Équipes continentales (3)- Roubaix Lille Métropole - Saint Michel-Auber 93 - Virtu Cycling Équipe nationale- France espoirs |
| |

### Parcours
« Parcours 2018 », sur le site officiel
Un circuit de cinquante kilomètres partant de Guilherand-Granges en direction du Rhône, passe à Saint-Péray, prend la route de Saint-Romain-de-Lerps avec une première montée, passe à Alboussière avant le col de Leyrisse, revient à Saint-Péray, part au sud à Toulaud, et enfin repasse à Guilherand après la montée du Val d'Enfer. Ce circuit s'effectue à trois reprises.

Une boucle finale plus courte passe à Cornas et traverse ses coteaux, descend à Saint-Péray et prend le chemin de Toulaud avec une dernière ascension du Val d'Enfer.

### Récit de la course
Dans la montée de Cornas, Romain Bardet sort du peloton, rejoint Élie Gesbert partit un peu plus tôt, et termine l'épreuve en solitaire. Dans le groupe de poursuivants Schachmann s'échappe dans les derniers kilomètres, et Calmejane termine au sprint de ce groupe.

## Classements

### Classement final
La course est remportée par le Français Romain Bardet (AG2R La Mondiale) qui parcourt les 200,2 kilomètres en 5 h 37 min 13 s, soit à une vitesse moyenne de 35,62 kilomètres par heure. Il est suivi quarante-sept secondes plus tard par l'Allemand Maximilian Schachmann (Quick-Step Floors) et à cinquante-six secondes par le Français Lilian Calmejane (Direct Énergie). Sur les cent-cinquante coureurs qui ont pris le départ, cent-dix finissent la course.
| \| Classement général \| Classement général \| Classement général \| Classement général \| Classement général \| \| Coureur \| Coureur \| Pays \| Équipe \| Temps \| \| ------------------ \| --------------------- \| ------------------ \| ---------------------------- \| ------------------ \| \| 1er \| Romain Bardet \| France \| AG2R La Mondiale \| 5 h 37 min 13 s \| \| 2e \| Maximilian Schachmann \| Allemagne \| Quick-Step Floors \| + 47 s \| \| 3e \| Lilian Calmejane \| France \| Direct Énergie \| + 56 s \| \| 4e \| Alexis Vuillermoz \| France \| AG2R La Mondiale \| + 56 s \| \| 5e \| David Gaudu \| France \| FDJ \| + 56 s \| \| 6e \| Jhonatan Narváez \| Équateur \| Quick-Step Floors \| + 56 s \| \| 7e \| Quentin Pacher \| France \| Vital Concept \| + 56 s \| \| 8e \| Pierre Latour \| France \| AG2R La Mondiale \| + 56 s \| \| 9e \| Eliot Lietaer \| Belgique \| WB-Aqua Protect-Veranclassic \| + 1 min 09 s \| \| 10e \| Romain Sicard \| France \| Direct Énergie \| + 1 min 09 s \| |                       |           |                              |                 |
| |                       |           |                              |                 |
| Sources : ProCyclingStats Cycling Quotient |                       |           |                              |                 |
| Classement général |                       |           |                              |                 |
| Coureur | Coureur               | Pays      | Équipe                       | Temps           |
| 1er | Romain Bardet         | France    | AG2R La Mondiale             | 5 h 37 min 13 s |
| 2e | Maximilian Schachmann | Allemagne | Quick-Step Floors            | + 47 s          |
| 3e | Lilian Calmejane      | France    | Direct Énergie               | + 56 s          |
| 4e | Alexis Vuillermoz     | France    | AG2R La Mondiale             | + 56 s          |
| 5e | David Gaudu           | France    | FDJ                          | + 56 s          |
| 6e | Jhonatan Narváez      | Équateur  | Quick-Step Floors            | + 56 s          |
| 7e | Quentin Pacher        | France    | Vital Concept                | + 56 s          |
| 8e | Pierre Latour         | France    | AG2R La Mondiale             | + 56 s          |
| 9e | Eliot Lietaer         | Belgique  | WB-Aqua Protect-Veranclassic | + 1 min 09 s    |
| 10e | Romain Sicard         | France    | Direct Énergie               | + 1 min 09 s    |

### Classements UCI
La course attribue aux coureurs le même nombre des points pour l'UCI Europe Tour 2018 et le Classement mondial UCI.
| Position           | 1er | 2e | 3e | 4e | 5e | 6e | 7e | 8e | 9e | 10e | 11e | 12e | 13e à 15e | 16e à 25e |
| Classement général | 125 | 85 | 70 | 60 | 50 | 40 | 35 | 30 | 25 | 20  | 15  | 10  | 5         | 3         |